# Cayetano Descalzi
Gaetano Descalzi (Genova, 1809 – Buenos Aires, 1866) è stato un pittore italiano attivo in Argentina, conosciuto come Cayetano Descalzi.
È famoso per il suo ritratto di Juan Manuel de Rosas.

## Galleria d'immagini

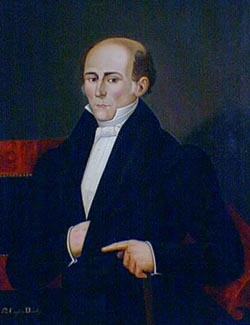
Conde Giraldez y Giraldez, c. 1840
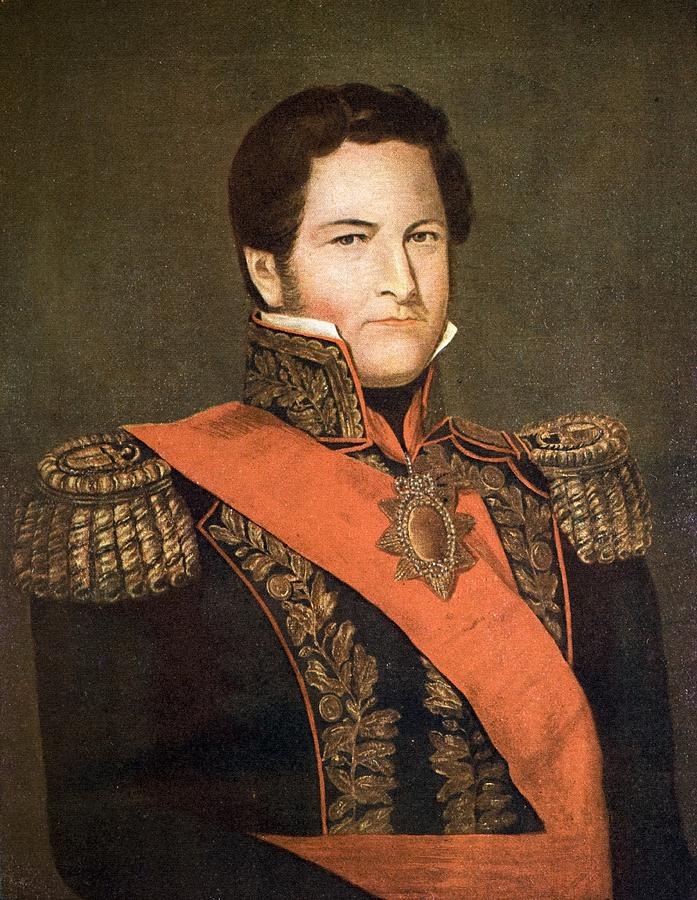
Juan Manuel de Rosas
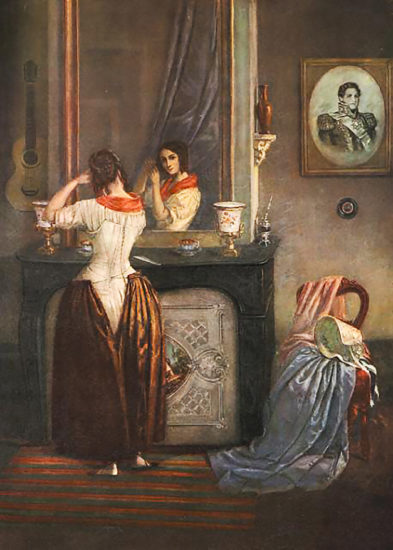
Boudoir federal c. 1845